# Rhabdomastix (Rhabdomastix) beckeri
Rhabdomastix (Rhabdomastix) beckeri is een tweevleugelige uit de familie steltmuggen (Limoniidae). De soort komt voor in het Palearctisch gebied.